# Nagy-Kevély
Nagy-Kevély är ett berg i Ungern.   Det ligger i provinsen Pest, i den nordvästra delen av landet, 15 km norr om huvudstaden Budapest. Toppen på Nagy-Kevély är 524 meter över havet, eller 273 meter över den omgivande terrängen. Bredden vid basen är 5,9 km.
Terrängen runt Nagy-Kevély är kuperad västerut, men österut är den platt. Runt Nagy-Kevély är det mycket tätbefolkat, med 4 343 invånare per kvadratkilometer. Närmaste större samhälle är Budapest, 14,5 km söder om Nagy-Kevély. Runt Nagy-Kevély är det i huvudsak tätbebyggt.